# Dyea

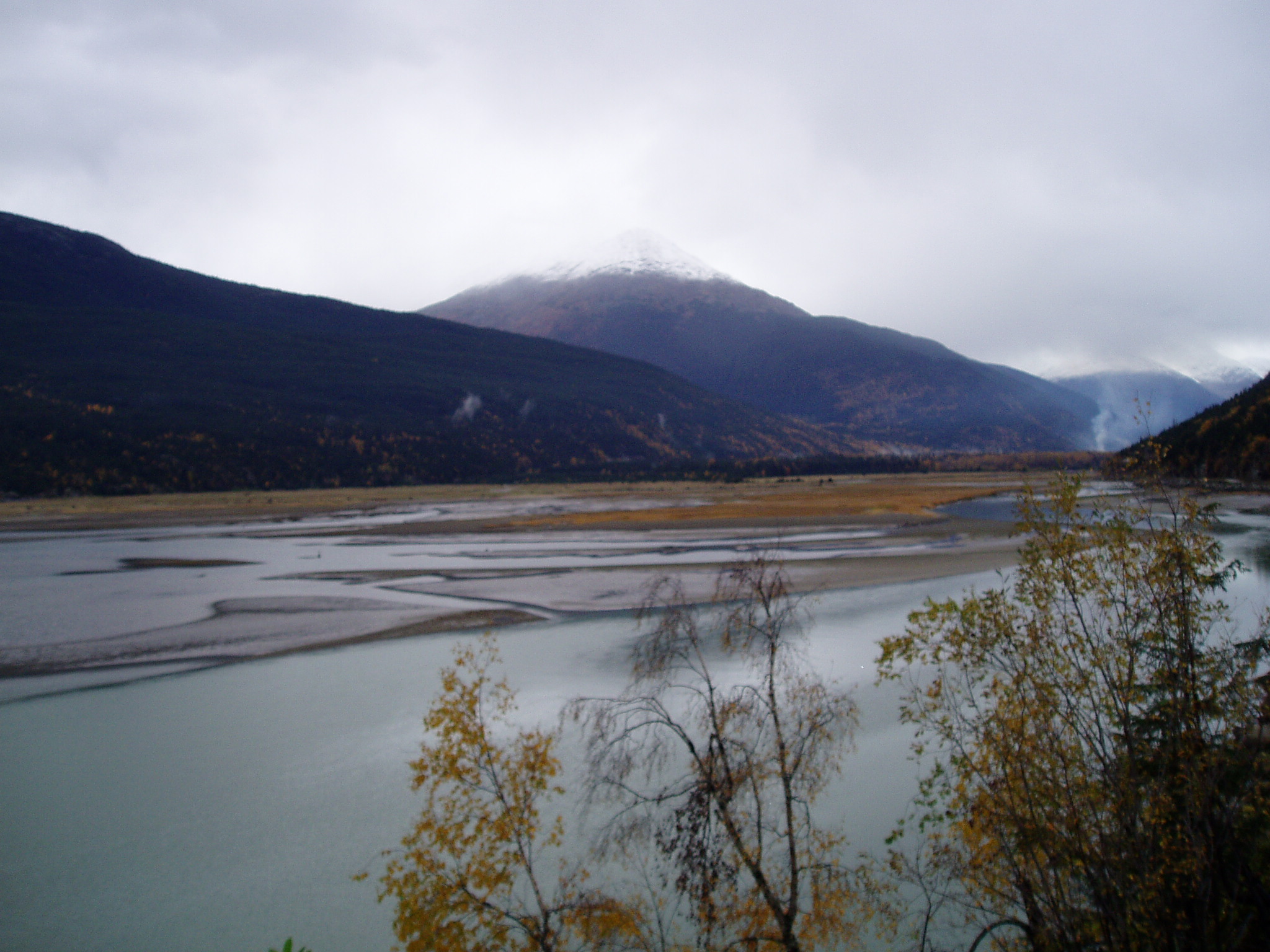
L'estuaire de la rivière Taiya et l'emplacement de Dyea au départ du Chilkoot Trail (octobre 2005)

Dyea est une ville, aujourd'hui abandonnée, de l'État américain de l'Alaska. Elle est située au point de rencontre entre la rivière Taiya et la Taiya Inlet (en) au sud du Chilkoot Pass, à 59° 30′ 16″ N, 135° 21′ 36″ O. Pendant la ruée vers l'or du Klondike, les chercheurs d'or débarquaient dans son port et empruntaient Chilkoot Trail, une ancienne route commerciale de la nation indienne Tlingit à travers la chaîne Côtière, pour se diriger vers les gisements aurifères de la région de Dawson City, au Yukon canadien, à environ 800 km de là.
Le port de Dyea avait des eaux peu profondes en comparaison avec celui de la ville voisine de Skagway, en Alaska. Dyea fut abandonnée avec la construction de la ligne de chemin de fer White Pass and Yukon Route, qui rendit le passage par le White Pass Trail plus aisé (par rapport au Chilkoot Trail), et qui avantagea la ville de Skagway, au détriment de Dyea.
Dyea fait aujourd'hui partie du parc historique national de la ruée vers l'or du Klondike.